# Acanthodesmos distichus
Acanthodesmos distichus là một loài thực vật có hoa trong họ Cúc. Loài này được C.D.Adams & duQuesnay mô tả khoa học đầu tiên năm 1971.. Chúng là loài duy nhất trong chi đơn loài Acanthodesmos. và là loài đặc hữu của Jamaica.